# PRAM
상변화 메모리(Phase-change memory, PCM, PCME, PRAM, PCRAM, OUM, ovonic unified memory, C-RAM 또는 CRAM, chalcogenide RAM, 피램)는 비휘발성 랜덤 액세스 메모리의 일종이다. PRAM은 칼코제나이드 유리의 독특한 동작을 이용한다. PCM에서, 일반적으로 질화 타이타늄으로 만들어진 발열체를 통과하는 전류에 의해 생성된 열은 유리를 빠르게 가열하고 담금질하여 비정질로 만들거나, 또는 특정 시간 동안 결정화 온도 범위 내로 유지하여 결정 상태로 전환하는 데 사용된다. PCM은 또한 여러 개의 고유한 중간 상태를 달성할 수 있어, 단일 셀에 여러 비트를 저장할 수 있는 능력을 가지고 있다. 그러나 이러한 방식으로 셀을 프로그래밍하는 데 어려움이 있어 이러한 기능이 다른 기술(특히 플래시 메모리)에서 동일한 역량으로 구현되는 것을 방해했다.
PCM에 대한 최근 연구는 상변화 물질인 Ge2Sb2Te5 (GST)의 실현 가능한 대체 물질을 찾는 데 중점을 두었으며, 부분적인 성공을 거두었다. 다른 연구는 레이저 펄스로 저마늄 원자의 배위 상태를 변경하여 비열적인 상변화를 달성하기 위해 GeTe–Sb2Te3 초격자의 개발에 초점을 맞췄다. 이 새로운 계면 상변화 메모리(IPCM)는 많은 성공을 거두었으며 활발한 연구의 현장으로 남아 있다.
레온 추아는 PCM을 포함한 모든 2단자 비휘발성 메모리 장치를 멤리스터로 간주해야 한다고 주장했다. HP 랩스의 스탠 윌리엄스 또한 PCM을 멤리스터로 간주해야 한다고 주장했다. 그러나 이러한 용어는 논란이 되어 왔으며, 멤리스터 이론이 물리적으로 구현 가능한 어떤 장치에 적용될 수 있는지에 대한 잠재력은 의문시되고 있다.

## 배경
1960년대, 에너지 변환 장치의 스탠퍼드 R. 오빈스키는 칼코제나이드 유리의 특성을 잠재적인 메모리 기술로 처음 탐구했다. 1969년, 찰스 시는 아이오와 주립 대학교에서 칼코제나이드 필름을 다이오드 어레이와 통합하여 상변화 메모리 장치의 가능성을 설명하고 시연한 논문을 발표했다. 1970년의 영화 촬영 연구는 칼코제나이드 유리에서 상변화 메모리 메커니즘이 전기장 유도 결정 필라멘트 성장을 포함한다는 것을 입증했다. 1970년 9월호 《일렉트로닉스 (잡지)》에서 인텔의 공동 창업자인 고든 무어는 이 기술에 대한 기사를 발표했다. 그러나 재료 품질 및 전력 소비 문제로 인해 이 기술의 상업화가 지연되었다. 최근에는 칩 리소그래피가 축소됨에 따라 플래시 메모리 및 DRAM 메모리 기술이 스케일링 어려움을 겪을 것으로 예상되면서 관심과 연구가 다시 시작되었다.
칼코제나이드 유리의 결정 상태와 비정질 상태는 전기 저항 값이 극적으로 다르다. 비정질의 고저항 상태는 이진 0을 나타내고, 결정의 저저항 상태는 1을 나타낸다. 칼코제나이드는 재기록 가능한 광학 미디어(예: CD-RW 및 DVD-RW)에 사용되는 동일한 재료이다. 이러한 경우, 칼코제나이드의 굴절률 또한 재료의 상태에 따라 변하기 때문에 전기 저항보다는 재료의 광학적 특성이 조작된다.
PRAM은 아직 소비자 전자 기기용으로 상업화 단계에 도달하지 못했지만, 거의 모든 프로토타입 장치는 저마늄(Ge), 안티모니(Sb), 텔루륨(Te)의 칼코제나이드 합금인 GST를 사용한다. GST에서 화학량론, 즉 Ge:Sb:Te 원소 비율은 2:2:5이다. GST를 고온(600°C 이상)으로 가열하면 칼코제나이드 결정성이 손실된다. 냉각되면 비정질 유리와 같은 상태로 굳어지고 전기저항이 높아진다. 칼코제나이드를 결정화 지점 이상이지만 녹는점 이하의 온도로 가열하면 훨씬 낮은 저항을 가진 결정 상태로 변환된다. 이 상전이를 완료하는 데 걸리는 시간은 온도에 따라 달라진다. 칼코제나이드의 차가운 부분은 결정화하는 데 더 오랜 시간이 걸리고, 과열된 부분은 다시 녹을 수 있다. 일반적으로 100 ns 정도의 결정화 시간 척도가 사용된다. 이는 스위칭 시간이 약 2나노초인 최신 DRAM과 같은 기존 휘발성 메모리 장치보다 길다. 그러나 2006년 1월 삼성전자 특허 출원은 PRAM이 5나노초만큼 빠른 스위칭 시간을 달성할 수 있음을 나타낸다.
2008년 인텔과 ST마이크로일렉트로닉스가 개척한 기술 발전으로 재료 상태를 더욱 정밀하게 제어할 수 있게 되었고, 이전의 비정질 또는 결정 상태와 함께 두 가지 새로운 부분적으로 결정화된 중간 상태를 포함하여 네 가지 고유한 상태로 변환할 수 있게 되었다. 이들 각 상태는 판독 시 측정할 수 있는 다른 전기적 특성을 가지므로 단일 셀이 두 비트를 나타내어 메모리 밀도를 두 배로 늘릴 수 있다.

### 알루미늄/안티모니

두 PRAM 메모리 셀의 단면도. 한 셀은 저저항 결정 상태이고, 다른 셀은 고저항 비정질 상태이다.

저마늄, 안티모니, 텔루륨을 기반으로 하는 상변화 메모리 장치는 재료에 칼코겐을 에칭하고 연마하는 과정에서 재료의 조성이 변할 수 있기 때문에 제조상 어려움을 겪는다. 알루미늄과 안티모니를 기반으로 하는 재료는 GST보다 열적으로 안정적이다. Al50Sb50는 세 가지 고유한 저항 수준을 가지므로 두 셀에 세 비트의 데이터를 저장할 잠재력을 제공한다(두 셀 쌍에 대해 9가지 상태가 가능하며, 이 중 8가지 상태를 사용하면 log2 8 = 3 비트가 산출됨).

## PRAM 대 플래시
PRAM의 스위칭 시간과 본질적인 확장성은 플래시 메모리보다 더 매력적이다. PRAM의 온도 감도는 아마도 가장 큰 단점일 것이며, 이 기술을 통합하는 제조업체의 생산 과정에 변화를 요구할 수 있다.
플래시 메모리는 MOS 트랜지스터 게이트 내에 저장된 전하(전자)를 변조하여 작동한다. 게이트는 전하(부동 게이트 또는 절연체 "트랩"에)를 가두도록 설계된 특수 "스택"으로 구성된다. 게이트 내의 전하 존재는 트랜지스터의 문턱 전압 {\displaystyle \,V_{\mathrm {th} }}을 높이거나 낮추어 셀의 비트 상태가 1에서 0 또는 0에서 1로 변하는 것에 해당한다. 비트 상태를 변경하려면 축적된 전하를 제거해야 하는데, 이는 부동 게이트에서 전자를 "빨아내기" 위해 비교적 큰 전압을 필요로 한다. 이 전압의 급증은 차지 펌프에 의해 제공되며, 이는 전력을 축적하는 데 시간이 걸린다. 일반적인 플래시 장치의 쓰기 시간은 (데이터 블록의 경우) 약 100마이크로초 정도이며, 예를 들어 SRAM의 일반적인 10나노초 판독 시간(바이트의 경우)보다 약 10,000배 느리다.
PRAM은 쓰기 속도가 중요한 애플리케이션에서 훨씬 더 높은 성능을 제공할 수 있다. 이는 메모리 소자를 더 빠르게 스위칭할 수 있고, 전체 셀 블록을 먼저 지울 필요 없이 단일 비트를 1 또는 0으로 변경할 수 있기 때문이다. PRAM의 고성능은 기존 하드 디스크 드라이브보다 수천 배 빨라서 현재 메모리 액세스 타이밍에 의해 성능이 제한되는 비휘발성 메모리 역할에서 특히 흥미롭다.
또한 플래시의 경우, 셀을 가로지르는 각 전압 급증은 성능 저하를 유발한다. 셀 크기가 감소할수록 프로그래밍으로 인한 손상은 악화되는데, 장치를 프로그래밍하는 데 필요한 전압이 리소그래피에 따라 스케일링되지 않기 때문이다. 대부분의 플래시 장치는 현재 섹터당 5,000회 쓰기만 허용되며, 많은 플래시 컨트롤러는 많은 물리적 섹터에 쓰기를 분산시키기 위해 웨어 레벨링을 수행한다.
PRAM 장치 또한 플래시와는 다른 이유로 사용에 따라 성능이 저하되지만, 훨씬 더 느리게 저하된다. PRAM 장치는 약 1억 번의 쓰기 주기를 견딜 수 있다. PRAM 수명은 프로그래밍 중 GST의 열팽창으로 인한 성능 저하, 금속(및 기타 재료) 이동, 그리고 아직 알려지지 않은 다른 메커니즘과 같은 요인에 의해 제한된다.
플래시 부품은 보드에 납땜하기 전에 프로그래밍하거나, 미리 프로그래밍된 상태로 구매할 수도 있다. 그러나 PRAM의 내용은 장치를 보드에 납땜하는 데 필요한 고온(참조: 리플로우 솔더링 또는 웨이브 솔더링) 때문에 손실된다. 이는 더 높은 납땜 온도를 요구하는 납 프리 제조 요구 사항으로 인해 더욱 악화되었다. PRAM 부품을 사용하는 제조업체는 장치를 납땜한 후 "인 시스템"으로 PRAM을 프로그래밍하는 메커니즘을 제공해야 한다.
플래시 메모리에 사용되는 특수 게이트는 시간이 지남에 따라 전하(전자)를 "누설"하여 데이터 손상 및 손실을 유발한다. PRAM 메모리 요소의 저항은 더 안정적이다. 정상 작동 온도 85°C에서 300년 동안 데이터를 유지할 것으로 예상된다.
게이트에 저장되는 전하량을 신중하게 조절함으로써 플래시 장치는 각 물리적 셀에 여러(일반적으로 두 개) 비트를 저장할 수 있다. 실제로 이는 메모리 밀도를 두 배로 늘려 비용을 절감한다. PRAM 장치는 원래 각 셀에 단일 비트만 저장했지만, 인텔의 최근 발전으로 이 문제는 해결되었다.
플래시 장치는 정보를 저장하기 위해 전자를 가두기 때문에 방사선으로 인한 데이터 손상에 취약하여 많은 우주 및 군사 응용 분야에는 부적합하다. PRAM은 방사선에 대한 저항력이 더 높다.
PRAM 셀 선택기는 다양한 장치를 사용할 수 있다: 다이오드, BJT 및 MOSFET. 다이오드 또는 BJT를 사용하면 주어진 셀 크기에 대해 가장 많은 전류를 제공한다. 그러나 다이오드를 사용하는 것에 대한 우려는 인접 셀로의 기생 전류뿐만 아니라 더 높은 전압 요구 사항으로 인해 더 높은 전력 소비를 초래한다는 점이다. 칼코제나이드 저항은 다이오드 저항보다 필연적으로 크므로, 다이오드에서 충분한 순방향 바이어스 전류를 보장하기 위해 작동 전압이 1V를 훨씬 초과해야 한다. 특히 대규모 어레이의 경우 다이오드 선택 어레이를 사용하는 가장 심각한 결과는 선택되지 않은 비트 라인에서 발생하는 전체 역방향 바이어스 누설 전류이다. 트랜지스터 선택 어레이에서는 선택된 비트 라인만 역방향 바이어스 누설 전류에 기여한다. 누설 전류의 차이는 여러 자릿수이다. 40nm 이하로 스케일링할 때의 또 다른 우려는 p-n 접합 폭이 축소됨에 따라 개별 도펀트의 효과이다. 박막 기반 선택기는 메모리 층을 수평 또는 수직으로 쌓아 4 F2 미만의 셀 면적을 사용하여 더 높은 밀도를 허용한다. 종종 선택기의 온/오프 비율이 충분하지 않으면 격리 기능이 트랜지스터 사용보다 열등하여 이 아키텍처에서 매우 큰 어레이를 작동할 수 있는 능력을 제한한다. 칼코제나이드 기반 임계 스위치는 고밀도 PCM 어레이를 위한 실현 가능한 선택기로 입증되었다.

## 2000년 이후
2004년 8월, 나노칩(Nanochip)은 MEMS(미세전기기계시스템) 프로브 저장 장치에 사용하기 위해 PRAM 기술을 라이선스했다. 이 장치들은 솔리드 스테이트가 아니다. 대신, 칼코제나이드로 코팅된 매우 작은 플래터가 수천 또는 수백만 개의 전기 프로브 아래에서 끌려다니며 칼코제나이드를 읽고 쓸 수 있다. 휴렛 팩커드의 마이크로 무버 기술은 플래터를 3 nm로 정확하게 위치시킬 수 있으므로, 기술이 완성되면 제곱인치당 1 Tbit(125 GB) 이상의 밀도가 가능할 것이다. 기본적인 아이디어는 온칩에 필요한 배선량을 줄이는 것이다. 모든 셀을 배선하는 대신, 셀을 더 가깝게 배치하고 와이어처럼 작동하는 MEMS 프로브를 통해 전류를 통과시켜 읽는다. 이 접근 방식은 IBM의 밀리피드 기술과 유사하다.

### 삼성 46.7 nm 셀
2006년 9월, 삼성은 다이오드 스위치를 사용하는 프로토타입 512 Mb(64 MB) 장치를 발표했다. 이 발표는 다소 놀라운 일이었고, 특히 상당히 높은 메모리 밀도로 주목할 만했다. 이 프로토타입은 당시 상용 플래시 메모리 장치보다 작은 46.7 nm에 불과한 셀 크기를 특징으로 했다. 더 높은 용량의 플래시 장치(64 Gb 또는 8 GB가 막 시장에 출시되고 있었음)를 사용할 수 있었지만, 플래시를 대체하기 위해 경쟁하는 다른 기술들은 일반적으로 더 낮은 밀도(더 큰 셀 크기)를 제공했다. 예를 들어, 유일한 생산 MRAM 및 FeRAM 장치는 4 Mb에 불과하다. 삼성의 프로토타입 PRAM 장치의 고밀도는 다른 장치들이 그랬던 것처럼 틈새 역할에만 국한되지 않고 유효한 플래시 경쟁자가 될 수 있음을 시사했다. PRAM은 일반적으로 NAND 플래시 장치보다 장치 용량이 뒤처지는 NOR 플래시의 잠재적 대체재로서 특히 매력적으로 보였다. NAND의 최신 용량은 이미 512 Mb를 한참 전에 넘어섰다. NOR 플래시는 삼성 PRAM 프로토타입과 유사한 밀도를 제공하며 이미 비트 주소 지정 가능성(많은 바이트의 뱅크 단위로 메모리에 액세스하는 NAND와는 달리)을 제공한다.

### 인텔의 PRAM 장치
삼성의 발표에 이어 인텔과 ST마이크로일렉트로닉스는 10월 인텔 개발자 포럼에서 자체 PRAM 장치를 시연했다. 그들은 이탈리아 아그라테에 있는 ST마이크로일렉트로닉스의 연구소에서 제조를 시작한 128 Mb 부품을 선보였다. 인텔은 이 장치들이 엄격히 개념 증명용이라고 밝혔다.

### BAE 장치
PRAM은 또한 방사선 효과로 인해 플래시와 같은 표준 비휘발성 메모리의 사용이 비현실적인 군사 및 항공우주 산업에서 유망한 기술이다. PRAM 장치는 BAE 시스템스에 의해 C-RAM으로 소개되었으며, 우수한 방사선 내성(방사선 경화) 및 래치업 면역을 주장한다. 또한 BAE는 108의 쓰기 주기 내구성을 주장하며, 이는 우주 시스템에서 PROM 및 EEPROM을 대체할 경쟁자가 될 수 있음을 의미한다.

### 멀티레벨 셀
2008년 2월, 인텔과 ST마이크로일렉트로닉스는 최초의 멀티레벨(MLC) PRAM 어레이 프로토타입을 공개했다. 이 프로토타입은 각 물리적 셀에 두 개의 논리적 비트를 저장하여, 실제로는 128 Mb 물리적 어레이에 256 Mb의 메모리가 저장되었다. 이는 일반적인 두 가지 상태—완전히 비정질 및 완전히 결정—대신, 추가적인 두 가지 고유한 중간 상태가 다른 정도의 부분 결정화를 나타내어 동일한 물리적 영역에 두 배의 비트를 저장할 수 있음을 의미한다. 2011년 6월, IBM은 고성능 및 안정성을 갖춘 안정적이고 신뢰할 수 있는 멀티비트 상변화 메모리를 개발했다고 발표했다. SK하이닉스는 멀티레벨 PRAM 기술 개발을 위해 IBM과 공동 개발 계약 및 기술 라이선스 계약을 체결했다.

### 인텔의 90 nm 장치
또한 2008년 2월, 인텔과 ST마이크로일렉트로닉스는 첫 PRAM 제품의 프로토타입 샘플을 고객에게 출하했다. 90 nm, 128 Mb(16 MB) 제품은 알버스톤(Alverstone)이라고 불렸다.
2009년 6월, 삼성과 Numonyx B.V.는 PRAM 시장 맞춤형 하드웨어 제품 개발에 대한 공동 노력을 발표했다.
2010년 4월, 뉴모닉스는 128M비트 NOR 호환 상변화 메모리인 옴네오(Omneo) 라인을 발표했다. 삼성은 2010년 가을까지 모바일 핸드셋에 사용하기 위한 512M비트 PRAM(상변화 RAM)을 다중 칩 패키지(MCP)로 출하한다고 발표했다.

### ST 28 nm, 16MB 어레이
2018년 12월, ST마이크로일렉트로닉스는 28 nm 완전 공핍 실리콘 온 인슐레이터 자동차 제어 장치를 위한 16 MB ePCM 어레이의 설계 및 성능 데이터를 발표했다.

### 인메모리 컴퓨팅
최근에는 PCM의 인메모리 컴퓨팅 적용에 대한 관심이 커지고 있다. 핵심 아이디어는 PCM의 아날로그 저장 능력과 키르히호프의 전기회로 법칙을 활용하여 메모리 어레이 자체에서 행렬-벡터 곱셈 연산과 같은 계산 작업을 수행하는 것이다. PCM 기반 인메모리 컴퓨팅은 매우 높은 컴퓨팅 정밀도를 요구하지 않는 딥 러닝 추론과 같은 응용 분야에 흥미로울 수 있다. 2021년, IBM은 14 nm CMOS 기술 노드에 통합된 멀티레벨 PCM 기반의 완전한 인메모리 컴퓨팅 코어를 발표했다.

## 도전 과제
상변화 메모리의 가장 큰 과제는 높은 프로그래밍 전류 밀도(>107 A/cm2, 일반적인 트랜지스터 또는 다이오드의 경우 105~106 A/cm2)가 요구된다는 점이다.
고온 상변화 영역과 인접한 유전체 사이의 접촉 또한 근본적인 문제이다. 유전체는 고온에서 전류가 누설되기 시작하거나, 상변화 물질과 다른 속도로 팽창할 때 접착력을 잃을 수 있다.
상변화 메모리는 의도치 않은 상변화와 의도된 상변화 간의 근본적인 절충점에 취약하다. 이는 주로 상변화가 전자 과정이 아닌 열 구동 과정이라는 사실에서 비롯된다. 빠른 결정화를 허용하는 열 조건은 대기 조건, 즉 실온과 너무 유사해서는 안 되며, 그렇지 않으면 데이터 유지가 불가능하다. 적절한 활성화 에너지를 통해 프로그래밍 조건에서 빠른 결정화를 유지하면서도 정상 조건에서는 매우 느린 결정화를 가질 수 있다.
아마도 상변화 메모리의 가장 큰 과제는 장기적인 저항 및 문턱 전압 드리프트일 것이다. 비정질 상태의 저항은 멱함수(~t0.1)에 따라 천천히 증가한다. 이는 하위 중간 상태가 나중에 상위 중간 상태와 혼동될 수 있고, 문턱 전압이 설계 값을 초과하여 증가할 경우 표준 2상 작동도 위협할 수 있기 때문에 다중 레벨 작동 능력을 심각하게 제한한다.
2010년 4월, 뉴모닉스는 병렬 및 직렬 인터페이스 128 Mb NOR 플래시 교체 PRAM 칩인 옴네오(Omneo) 라인을 출시했다. 이들이 대체하려던 NOR 플래시 칩은 −40~85°C 범위에서 작동했지만, PRAM 칩은 0~70°C 범위에서 작동하여 NOR 플래시보다 작동 범위가 작다는 것을 나타냈다. 이는 프로그래밍에 필요한 높은 전류를 제공하기 위해 온도에 매우 민감한 p-n 접합을 사용하기 때문일 가능성이 크다.

## 타임라인
- 1955년 1월: 콜로미에츠와 고루노바는 칼코제나이드 유리의 반도체 특성을 발견했다.[35][36]
- 1966년 9월: 스탠퍼드 오빈스키가 상변화 기술에 대한 첫 특허를 출원하다
- 1969년 1월: 찰스 H. 시가 아이오와 주립대학교에서 칼코제나이드 상변화 메모리 장치에 대한 논문을 발표하다
- 1969년 6월: 오빈스키에게 라이선스된 미국 특허 3,448,302 (Shanefield)가 PRAM 장치의 첫 안정적인 작동을 주장하다
- 1970년 9월: 고든 무어가 《일렉트로닉스 잡지》에 연구 발표를 게재하다
- 1999년 6월: PRAM 기술 상업화를 위해 오보니엑스(Ovonyx) 합작 투자 설립
- 1999년 11월: 록히드 마틴이 우주 응용 분야 PRAM에 대해 오보니엑스와 협력
- 2000년 2월: 인텔, 오보니엑스에 투자, 기술 라이선스
- 2000년 12월: ST마이크로일렉트로닉스, 오보니엑스로부터 PRAM 기술 라이선스
- 2002년 3월: 맥스로닉스, 트랜지스터 없는 PRAM에 대한 특허 출원
- 2003년 7월: 삼성, PRAM 기술 개발 시작
- 2003년 ~ 2005년: 도시바, 히타치, 맥스로닉스, 르네사스, 엘피다, 소니, 마쓰시타, 미쓰비시, 인피니언 등 PRAM 관련 특허 출원
- 2004년 8월: 나노칩, MEMS 프로브 스토리지용 PRAM 기술을 오보니엑스로부터 라이선스
- 2004년 8월: 삼성, 64M비트 PRAM 어레이 성공 발표
- 2005년 2월: 엘피다, 오보니엑스로부터 PRAM 기술 라이선스
- 2005년 9월: 삼성, 256M비트 PRAM 어레이 성공 발표, 400μA 프로그래밍 전류 자랑
- 2005년 10월: 인텔, 오보니엑스에 대한 투자 증가
- 2005년 12월; 히타치와 르네사스, 100μA 프로그래밍 전류의 1.5V PRAM 발표
- 2005년 12월: 삼성, 오보니엑스로부터 PRAM 기술 라이선스
- 2006년 7월: BAE 시스템스, 첫 상업용 PRAM 칩 판매 시작
- 2006년 9월: 삼성, 512M비트 PRAM 장치 발표
- 2006년 10월: 인텔과 ST마이크로일렉트로닉스, 128M비트 PRAM 칩 시연
- 2006년 12월: IBM 연구소, 프로토타입 3x20 나노미터 시연[37]
- 2007년 1월: 키몬다, 오보니엑스로부터 PRAM 기술 라이선스
- 2007년 4월: 인텔 최고기술책임자 저스틴 래트너, 자사의 PRAM(상변화 RAM) 기술에 대한 첫 공개 시연 예정[38]
- 2007년 10월: SK하이닉스, 오보니엑스의 기술 라이선스를 통해 PRAM 개발 시작
- 2008년 2월: 인텔과 ST마이크로일렉트로닉스, 4상 MLC PRAM 발표[16] 및 고객에게 샘플 출하 시작.[27]
- 2008년 12월: 뉴모닉스, 선택된 고객에게 128M비트 PRAM 장치 양산 발표.
- 2009년 6월: 삼성의 상변화 RAM이 6월부터 양산에 들어갈 예정[39]
- 2009년 9월: 삼성, 512M비트 PRAM 장치 양산 시작 발표[40]
- 2009년 10월: 인텔과 뉴모닉스, 단일 다이에 상변화 메모리 어레이를 쌓는 방법을 발견했다고 발표[41]
- 2009년 12월: 뉴모닉스, 1Gb 45nm 제품 발표[42]
- 2010년 4월: 뉴모닉스, 옴네오 PRAM 시리즈(P8P 및 P5Q), 둘 다 90nm로 출시.[43]
- 2010년 4월: 삼성, 멀티칩 패키지(Multi-Chip-Package)로 65nm 공정의 512Mbit PRAM 출시.[44]
- 2011년 2월: 삼성, 58nm 1.8V 1Gb PRAM 발표.[45]
- 2012년 2월: 삼성, 20nm 1.8V 8Gb PRAM 발표[46]
- 2012년 7월: 마이크론, 모바일 장치용 상변화 메모리 출시 발표 – 대량 생산된 최초의 PRAM 솔루션[47]
- 2014년 1월: 마이크론, 시장에서 모든 PCM 부품 철수.[48]
- 2014년 5월: IBM, 단일 컨트롤러에 PCM, 기존 NAND, DRAM 결합 시연[49]
- 2014년 8월: 웨스턴 디지털, 300만 IOPS 및 1.5마이크로초 대기 시간의 프로토타입 PCM 스토리지 시연[50]
- 2015년 7월: 인텔과 마이크론, 상변화 합금이 메모리 셀의 저장 부분으로 사용되는 3D XPoint 메모리 발표.

## 같이 보기
- FeRAM (FRAM)
- 자기 저항 메모리 (MRAM)
- 읽기 전용 메모리 (RMM)